# Teyran
Teyran is een gemeente in het Franse departement Hérault (regio Occitanie). De gemeente werd op 1 januari 2017 overgeheveld van het arrondissement Montpellier naar het arrondissement Lodève. Teyran telde op 1 januari 2022 4.729 inwoners.

## Geografie
De oppervlakte van Teyran bedroeg op 1 januari 2022 10,04 vierkante kilometer; de bevolkingsdichtheid was toen 471 inwoners per km².

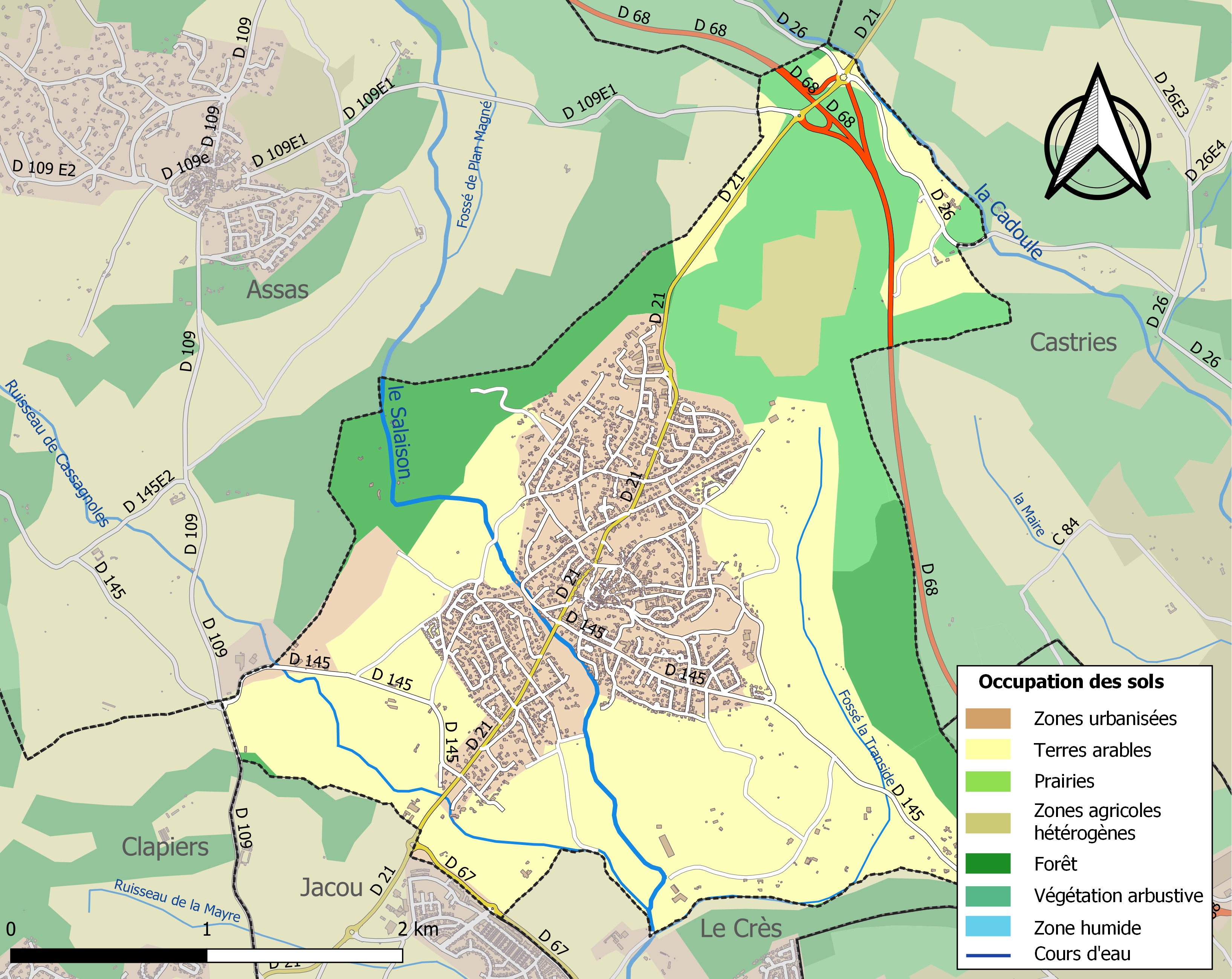
Kaart van de gemeente met belangrijkste infrastructuur, bodemgebruik en omliggende gemeenten

## Demografie
Onderstaande figuur toont het verloop van het inwonertal (bron: INSEE-tellingen).